# Liisa-koni
Liisa-koni är en ö i Finland. Den ligger i sjön Sorsanselkä och Keskinenvesi och i kommunen Joutsa i den ekonomiska regionen  Joutsa ekonomiska region  och landskapet Mellersta Finland, i den södra delen av landet, 200 km norr om huvudstaden Helsingfors. Öns area är omkring 440 kvadratmeter och dess största längd är 30 meter i öst-västlig riktning.